# Engelbert Kremser
Engelbert Kremser (* 1938 in Ratibor, Oberschlesien) ist ein deutscher Maler und Architekt, Vertreter der organischen Architektur und Erfinder der Erdbauweise (Earthwork-Architektur).

## Leben

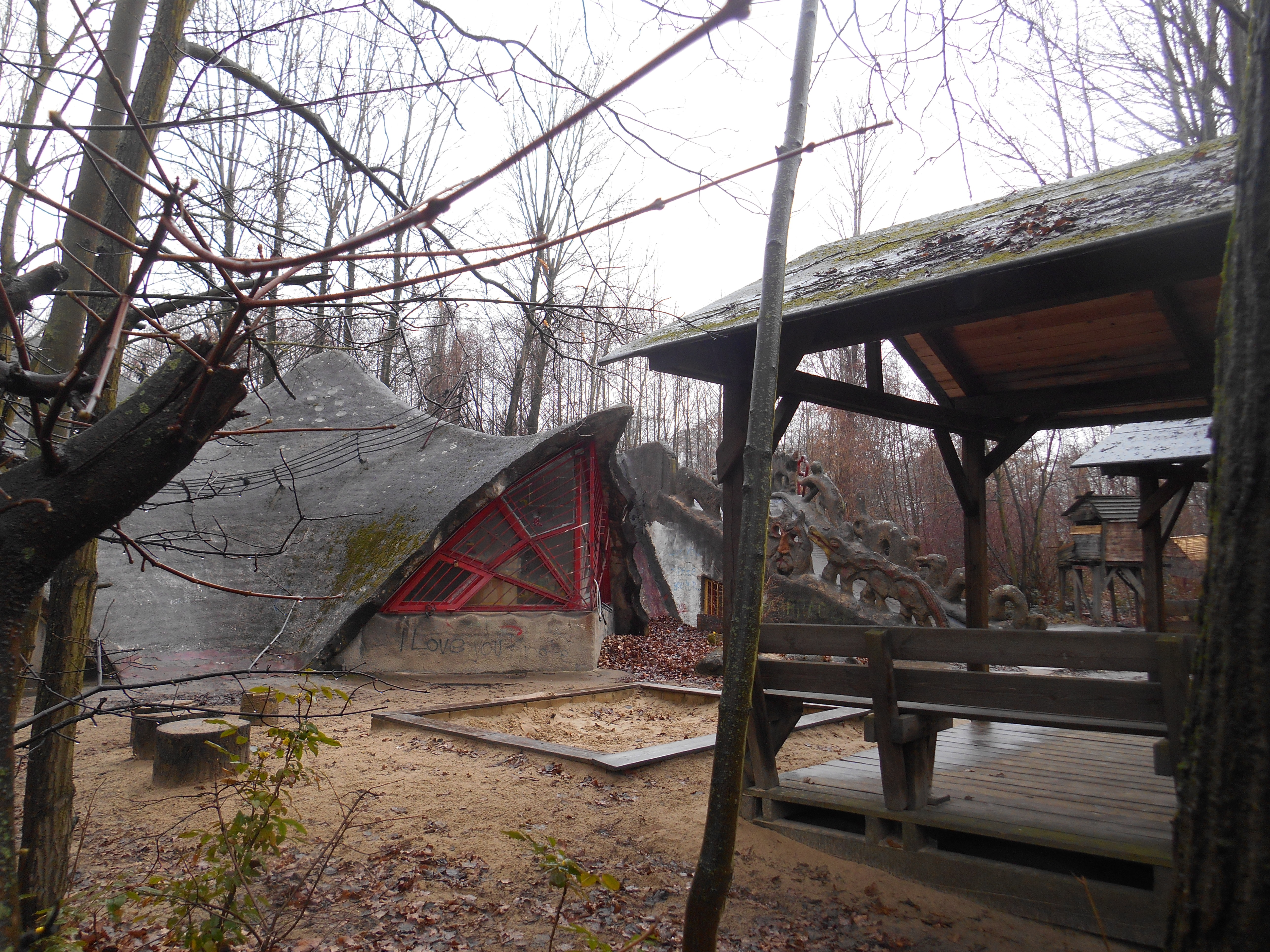
Kinderspielhaus, Berlin-Märkisches Viertel (1969–1973)

Kremser wuchs in Polen auf. Dort hatte er von 1948 bis 1954 Malunterricht beim Kunstmaler Bolesław Juszczęć. Nach dem Abitur 1956 übersiedelte er mit seiner Familie nach Hannover und studierte von 1957 bis 1961 Architektur an der Technischen Hochschule Hannover und von 1961 bis 1965 an der Technischen Universität Berlin. Um das Studium finanzieren zu können, arbeitete er unter anderem bei Suter & Suter in Basel, Helmut Olk in Berlin und bei Scharoun und Weber in Berlin. Einen besonders starken Eindruck auf Kremser machte Hans Scharoun, der gerade die Planung der Berliner Philharmonie entwickelte.
1967 gründete Kremser ein eigenes Architekturbüro und präsentierte 1968 in der Ausstellung „Erdarchitekturen“ zum ersten Mal öffentlich seine Erdbauweise. Kremser erhielt 1969 ein Stipendium der Berliner Akademie der Künste für den Aufenthalt in der Villa Serpentara in Olevano Romano und er entwickelte dort seine Erdarchitektur auf dem Papier weiter, die er 1970 in der Ausstellung „Architettura fatta di Terra“ im Istituto Nazionale di Architettura in Rom vorstellt.

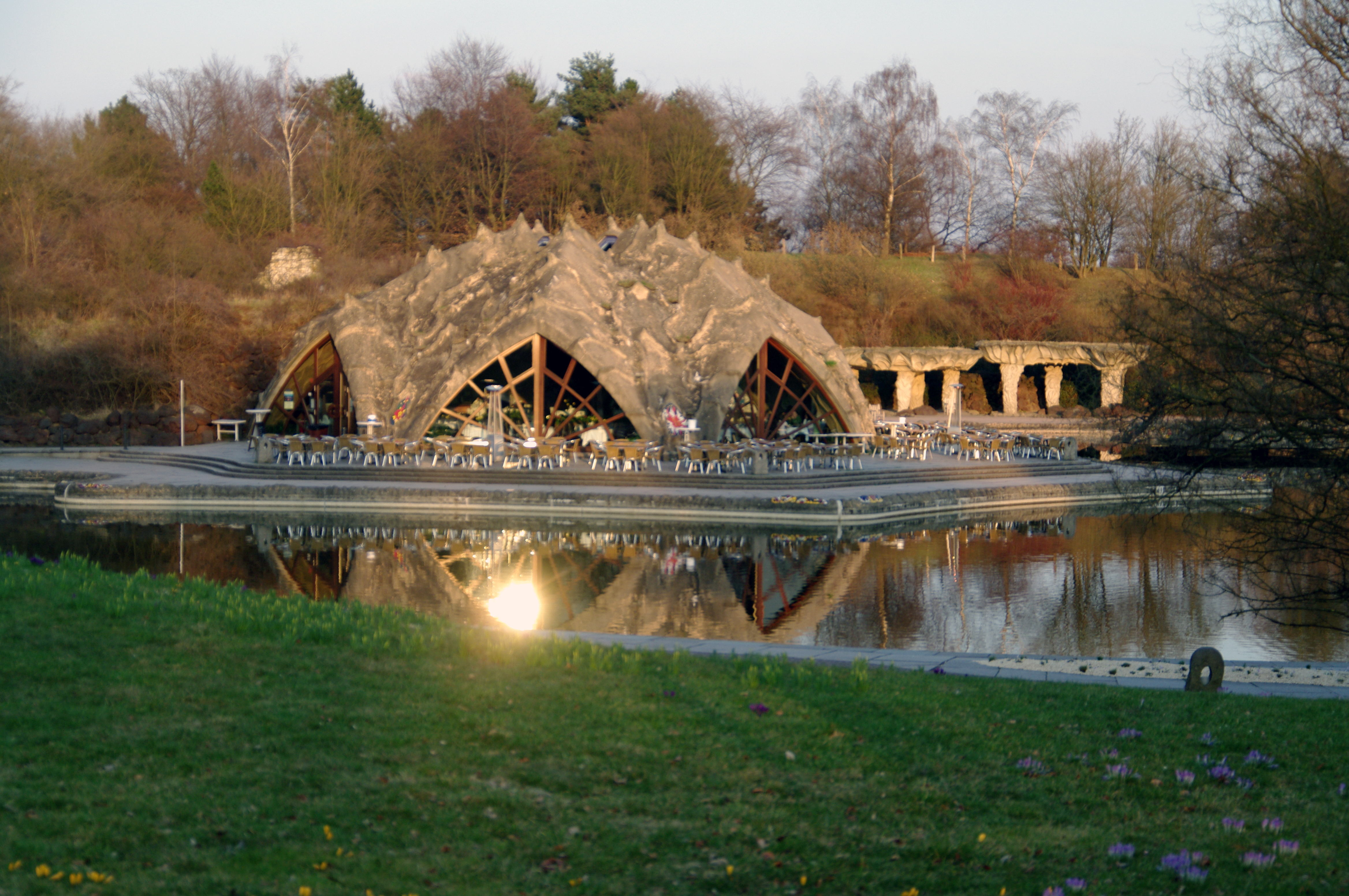
Café am See, Britzer Garten (1977–1985)

Trotz prominenter Fürsprecher wie Frei Otto und Stefan Polónyi gelang es Kremser nicht, ein Forschungsstipendium der Deutschen Forschungsgemeinschaft zu bekommen, um die Erdbauweise zu vervollkommnen. 1971 bewilligte die Nordwestdeutsche Klassenlotterie 388.000 DM für den Bau eines Kinderspielhauses in der neuen Erdbauweise. Der Bau wurde von einem Teil der Berliner Bürokratie behindert und die Baugenehmigungen mehrmals zurückgenommen. Durch Robert von Halász, der die Verantwortung für den Bau übernahm, konnte der Bau im Märkischen Viertel vollendet werden. Das Spielhaus wurde von der Architekturkritik positiv aufgenommen.
1977 widmete der Neue Berliner Kunstverein in der Orangerie Schloss Charlottenburg Kremser eine große Ausstellung E. Kremser 1967–1977.

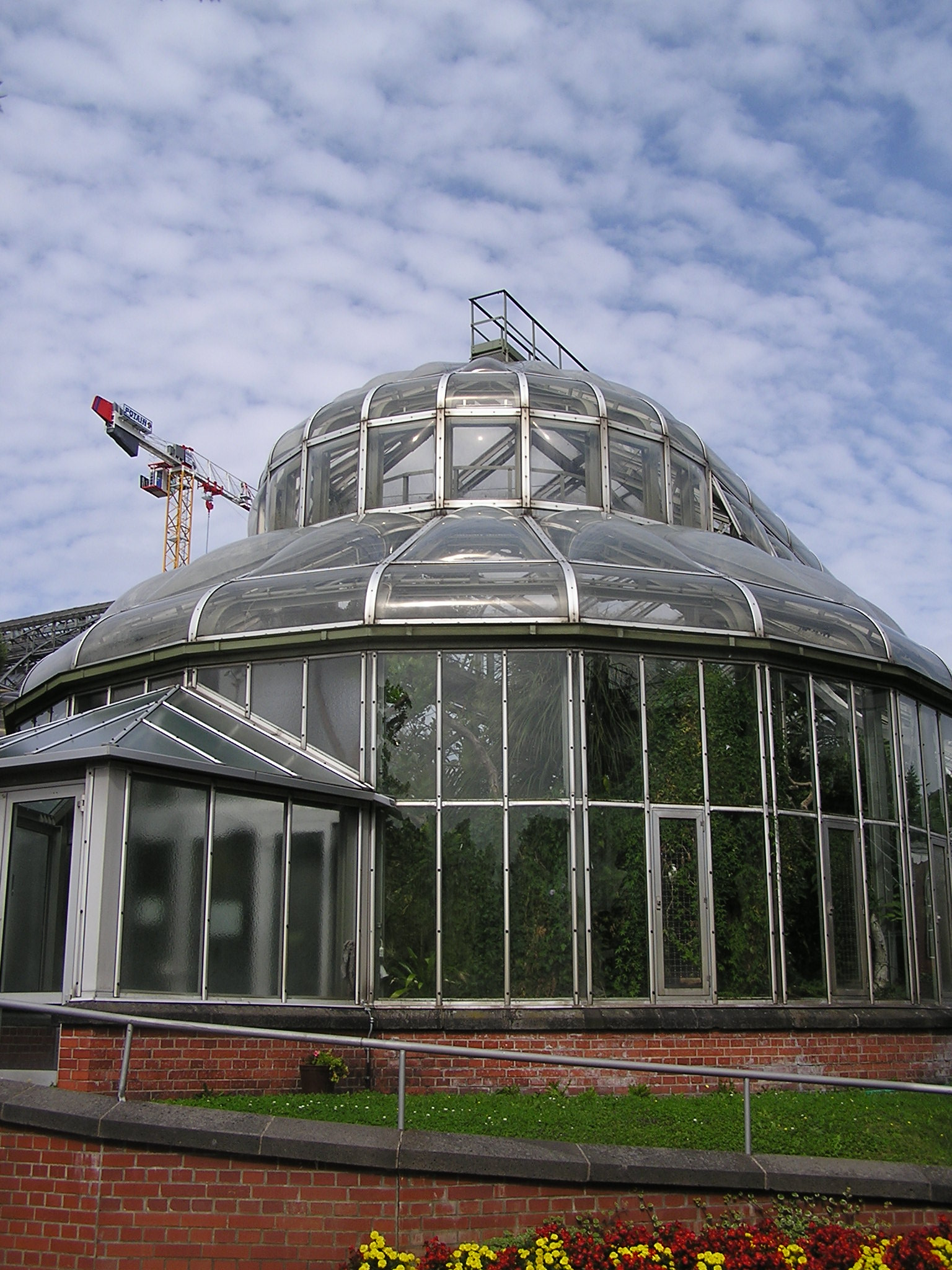
Haus E, Botanischer Garten, Berlin-Dahlem (1979–1987)

1978 wurde er mit der Planung und Bauleitung der Umbauarbeiten der Schaugewächshäuser im Botanischen Garten von Berlin beauftragt, eine Gelegenheit, die er dazu nutzte, organische Formen in Stahl und Glas zu verwenden. 1983 bis 1985 baute er auf dem Gelände der Bundesgartenschau 1985, Berlin Britzer Garten, das Café am See, wieder in der Erdbauweise, aber wesentlich größer als das Spielhaus. Von 1986 bis 1989 entstand das Dienstgebäude des Pflanzenschutzamtes Berlin, das mit Balkonen im organischen Stil und in Erdbautechnik geformt wurde. 1990–1991 entstand im Bürgerpark in Lübeck der „Tanzende Trullo“. Den Trullo mauerte er eigenhändig und benutzte anders als die Trulli in Apulien rote Klinkersteine.
Ebenfalls in Lübeck baute Kremser 1992–1993 die Kindertagesstätte Haus Barbara, gegenüber dem „Tanzenden Trullo“ im Bürgerpark Triftstraße 139–143.

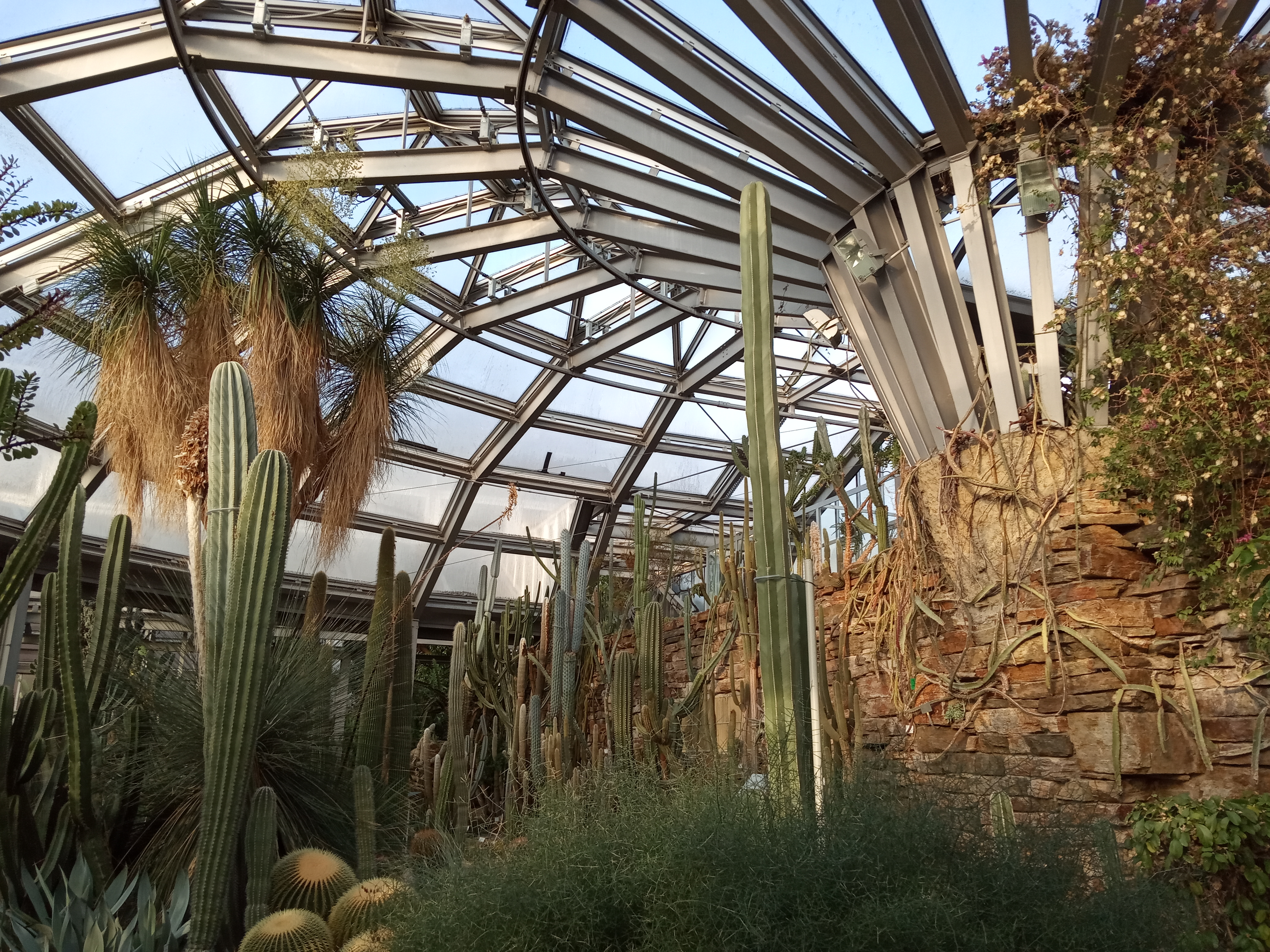
Haus I, Botanischer Garten, Berlin-Dahlem (1979–1987)

2006 zeigte das Deutsche Architekturmuseum (DAM) in Frankfurt am Main eine große Ausstellung mit dem Titel „Anstiftung zum Raum. Incitement to space“, die sich mehr dem malerischen Werk Kremsers widmete.
2005 erschien der Film Beton streicheln – eine Begegnung mit Engelbert Kremser des Regisseurs Rafael Fuster Pardo, in dem dieser Kremser aus einer sehr persönlichen Sicht porträtiert.

## Publikationen
Zeitschrift Mensch+Architektur Nr. 71/72, 05/2010. Mit Beiträgen von Engelbert Kremser, Wolfgang Pehnt und Rafael Fuster Pardo.